# Sophia Antipolis
Sophia Antipolis je tehnološki park koji se nalazi sjeverozapadno od Antibesa i jugozapadno od Nice, na jugu Francuske, na francuskoj rivijeri.
Antipolis je starogrčki naziv grada Antibesa, a ime Sofija odnosi se na božicu mudrosti. Osnovan 1970. godine, tehnološki park dom je oko 1300 tvrtki, uglavnom u IT sektoru, elektronici, farmaceutskom i biotehnološkom sektoru, te blisko surađuje s Université Côte-d'Azur. Područje ima preko 9000 stanovnika i pokriva površinu od 2400 hektara u općinama Antibes, Biot, Vallauris, Valbonne i Mougins.
European Telecommunications Standards Institute nalazi se u Sophia Antipolis.

## Vanjske poveznice
- Sophia Antipolis